# دارين جي. بيترسون
دارين جي. بيترسون هو سياسي أمريكي، ولد في 5 نوفمبر 1966. نشط حزبياً في Utah Republican Party ‏ والحزب الجمهوري. وقد انتخب عضو مجلس ولاية يوتا ‏.